# 에네스 위날
에네스 위날 (Enes Ünal, 1997년 5월 10일, 튀르키예, 부르사 주, 오스만가지 ~ )은 튀르키예의 축구 선수이며, 현재 잉글랜드 프리미어리그의 본머스 소속이다.